# Dukla Olomouc
Le Dukla Olomouc est un club tchèque de basket-ball. Le club, section du club omnisports du même nom, est basé dans la ville de Olomouc.

## Historique
Le club appartenait à la première division du championnat tchèque jusqu'en 1993.

## Palmarès
- Champion de Tchécoslovaquie : 1973, 1975